# Ardîn
Pour les articles homonymes, voir Ardin (homonymie).
L'ardîn est un instrument de musique à cordes d'Afrique de l'Ouest. C'est une harpe comportant un nombre variable de cordes (de 9 à 14), construite à partir d'une calebasse, utilisée par les griottes mauritaniennes (iggawins ) ainsi qu'au Sahara occidental.

## Description
La calebasse mesure environ 50 cm de diamètre ; recouverte d'une peau tendue, elle joue un rôle de résonateur. Le manche, d’un mètre ou plus, s’enfonce dans la calebasse. Les cordes sont reliées au manche par un système spécifique de chevilles en bois qui permettent leur réglage et, à la table de percussion, par un cordier qui en est solidaire,.

## Utilisation
L'ardîn est utilisée soit comme instrument à corde soit, lorsque la chanteuse est elle-même accompagnée d'autres instruments tels que le tidinit, comme instrument à percussion. Les deux fonctions peuvent quelquefois être utilisées simultanément, par la griotte seule, ou avec l'aide d'une assistante.
Contrairement à la kora, dont la conception diffère profondément, il est utilisé avec la calebasse placée face à l'instrumentaliste.